# Larisa Peleshenko
Larisa Peleshenko (Slántsy, Rusia, 29 de febrero de 1964) es una atleta rusa retirada, especializada en la prueba de lanzamiento de peso en la que llegó a ser subcampeona olímpica en 2000.

## Carrera deportiva
En los JJ. OO. de Sídney 2000 ganó la medalla de plata en el lanzamiento de peso, con una marca de 19.92 m, tras la bielorrusa Yanina Karolchik (oro con 20.56 m) y por delante de la alemana Astrid Kumbernuss (bronce con 19.62 m).